# 巴爾坎鎮區 (明尼蘇達州聖路易斯縣)
巴爾坎鎮區（英語：Balkan Township）是位於美國明尼蘇達州聖路易斯縣的一個行政鎮區。

## 地方資料
巴爾坎鎮區的面積為169.10平方千米，當中陸地面積為166.42平方千米，而水域面積為2.68平方千米。根據2020年美國人口普查的數據，當地共有人口808人，而人口密度為每平方千米4.78人。